# Деха Ибрахим Абди
Деха Ибрахим Абди е кенийска мирна активистка от Момбаса (Кения). Родом е от Уаджир и е от сомалийски произход. Работи като учителка и директорка на училище. Тя е един от миротворците, благодарение на които се спира гражданската война в страната. Председателка на борда на Центъра за изследване на мира и конфликтите в Камбоджа.
Деха Ибрахим Абди е сред член-основателите на Уаджирския комитет за мир и развитие, Коалицията за мир в Африка, ACTION и PRO.
Почива от раните си на 11 юли 2011 г. след автомобилна катастрофа, случила се на път за мирна конференция в Гариса. Пацифистичните методи на Абди се използват не само в региони в Кения, но и в страни като Уганда, Етиопия, Судан и Южна Африка.